# Voxound
Voxound es un reproductor de música en línea, que ofrece streaming a través de videos de YouTube y archivos locales, mediante el uso de un demonio descargable. Voxound intenta generar una clasificación general de la música (también conocida como folksonomia musical) y permite una búsqueda exploratoria utilizando etiquetas.

## Historia
El proyecto lo inició Jaime Bunzli como un intento de resolver sus propias necesidades como usuario de iTunes. En 2007 involucró a algunos de sus colegas de la Pontificia Universidad Católica de Chile y realizaron un prototipo inicial de Voxound. En octubre de 2008 el equipo obtuvo inversión de familiares y amigos y decidieron comenzar la programación desde cero. Durante el año 2009, Voxound desarrolló un reproductor para Windows, pero su desarrollo fue descontinuado en inicios de 2010. En octubre de 2009, el “Desafío Intel” los premió con US$15.000 y boletos de avión para participar en el Intel + UC Berkeley Technology Entrepreneurship Challenge.

## Características
El sitio web de voxound ofrece búsquedas cruzadas, que permiten que un usuario pueda refinar su búsqueda agregando o excluyendo “tags” del resultado.
También ofrece un demonio realizado en Python que corre en Windows y Mac (a marzo de 2011 no parece haber planes de desarrollar una versión para Linux).[cita requerida] La aplicación web se comunica con el demonio para encontrar la metadata de las canciones del usuario y las reproduce usando un plugin de flash para Javascript.
El sitio usa Facebook Connect como único medio de autenticar a sus usuarios, permitiéndoles explorar la música de sus amigos.